# Loeb's (warenhuis)

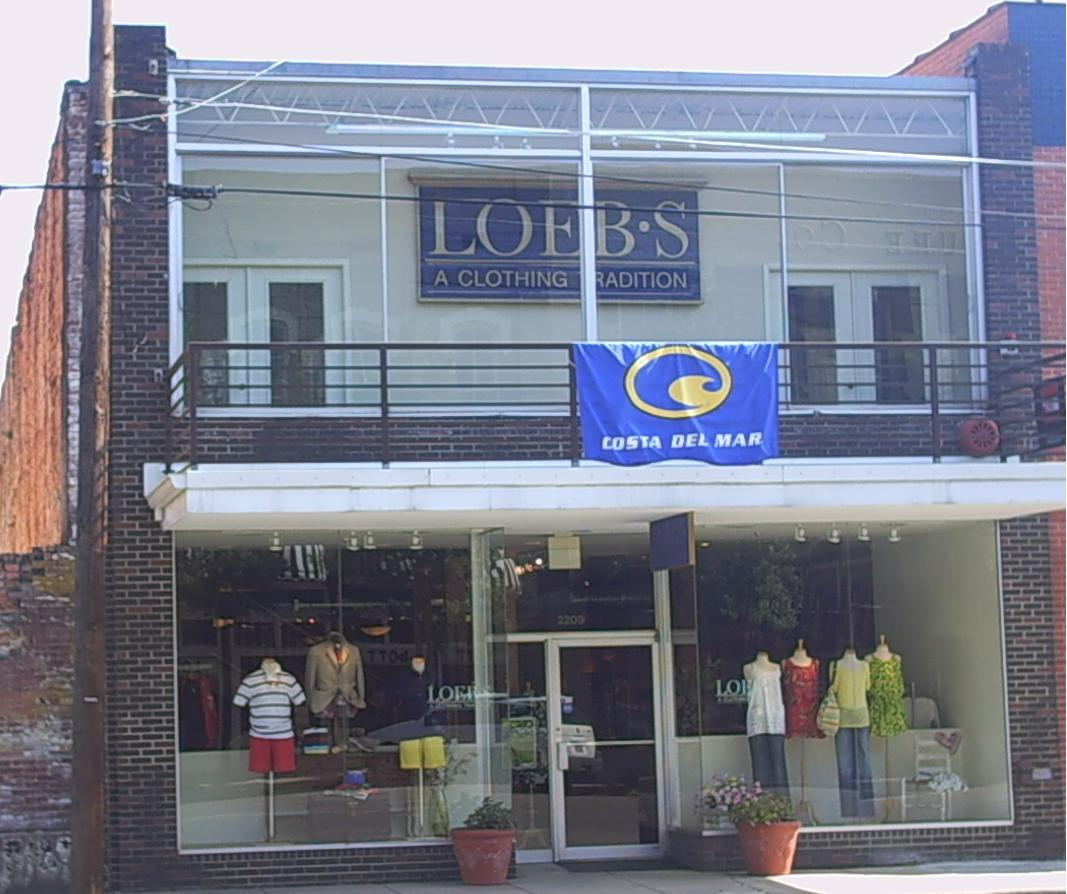
Loeb is vandaag in Front Street in Meridian, Mississippi

Loeb's Inc. is een Amerikaans warenhuis gevestigd in Meridian, Mississippi. Loeb's werd in 1887 opgericht door Alex Loeb als Alex Loeb, Inc. Tegenwoordig is Loeb's officiële naam "LOEB'S, INC." Loeb's bevindt zich op Front Street in Meridian.

## Geschiedenis

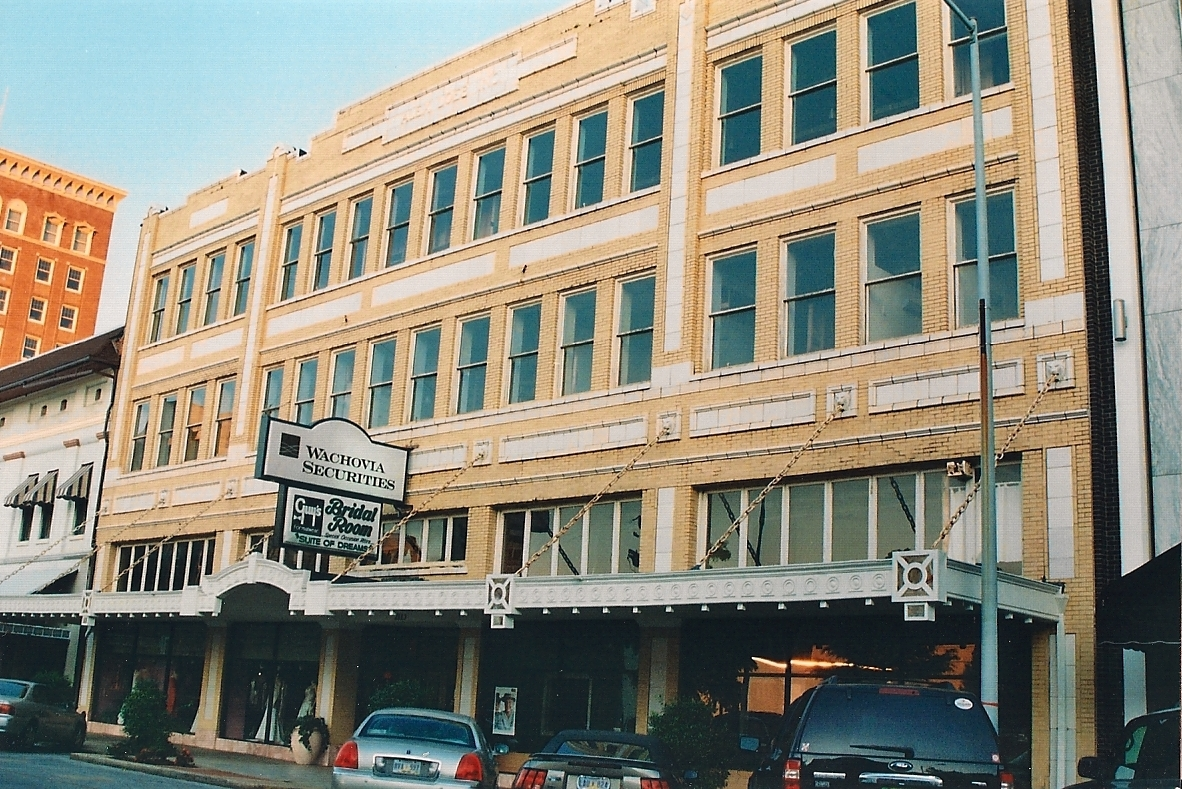
Het Alex Loeb-gebouw. Loeb's vorige locatie op 5th Street in Meridian, Mississippi.

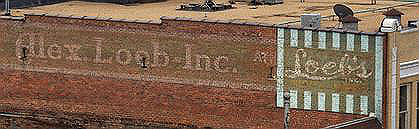
Het Alex Loeb-gebouw. Geschilderde bewegwijzering aan de linkerkant van Loeb's vorige locatie op 5th Street in Meridian, Mississippi.

Alex Loeb was eind 19e eeuw koopman in Meridian. Loeb emigreerde uit Duitsland en verhuisde naar Meridian vanuit Columbus, Mississippi om zijn eerste winkel te openen. Alex Loeb was de eerste Loeb in Meridian, die door zijn broer Simon Loeb, die hem in Columbus voorging, vanuit Duitsland naar de Verenigde Staten werd gebracht. Simon Loeb, geboren in Beieren, arriveerde in 1867 in Columbus.

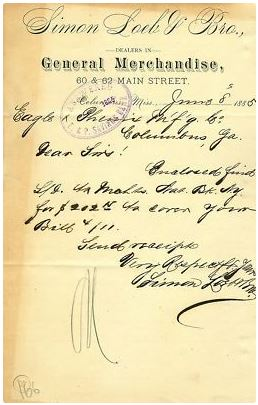
Simon Loeb and Company

In 1874 richtte hij de winkel op met zijn jongere broer, Julius. Ze verkochten textiel, kleding en schoenen. Hoewel Simon met weinig geld in Columbus arriveerde, werden hij en zijn broer uiteindelijk succesvolle kooplieden.
Tijdens de 'gouden eeuw' van Meridian aan het begin van de 20e eeuw, werd gezegd dat respectabele spoorwegarbeiders alleen kleding uit de winkel van Alex Loeb zouden dragen. De goedgeklede Loeb was een kleurrijk personage dat bekend stond om zijn witte snor, altijd aanwezige sigaar en gastvrije persoonlijkheid; hij zou elke klant persoonlijk verwelkomen als hij of zij de winkel binnenkwam. De zoon van Alex Loeb, Abraham Marshall Loeb, en zijn broer Henry S. Loeb namen het bedrijf over van hun vader. Het bedrijf ging vervolgens over naar de zoon van A. Marshall Loeb, Robert Switzer Loeb Sr., en zijn broer Alexander Marshall Loeb. De twee broers Robert en Alex verwierven in de jaren zeventig het warenhuis Marks-Rothenberg Co. op 6th Street en leidden het bedrijf tot het einde van de jaren zeventig, toen het bedrijf werd verkocht aan Zale Corporation.
In het jaar 1988 keerde Robert S. Loeb Jr. terug naar Meridian nadat hij als inkoopmanager had gewerkt bij het warenhuis Parisian in Birmingham, Alabama. Het was Roberts visie om de kledingtraditie terug te brengen naar Meridian. Loeb's wordt anno 2022 geleid door Robert S. Loeb Jr. Onder zijn leiding is de winkel aan Front Street in Meridian getransformeerd tot een op outdoor en lifestyle geïnspireerde winkel.

## Loeb's online
Loeb's heeft sinds 2004 een eigen website, maar is pas in 2013 begonnen met het online verkopen van producten. In 2019 sloot Loeb's zijn webshop om zich weer te concentreren op de fysieke winkel.